# Bergtoendra
Bergtoendra (Russisch: Горная тундра; gornaja toendra) is bergvegetatie die boven de boomgrens groeit in de toendra. Bergtoendra wordt gekarakteriseerd door mossen, korstmossen en enkele vorstresistente grassen, struiken en halfheesters.